# الکاف
الکاف (به عربی: الکاف) شهری در استان الکاف کشور تونس است که جمعیت آن در سرشماری سال ۲۰۰۴ میلادی ۴۵٫۱۹۱ نفر بوده‌است.

## نگارخانه

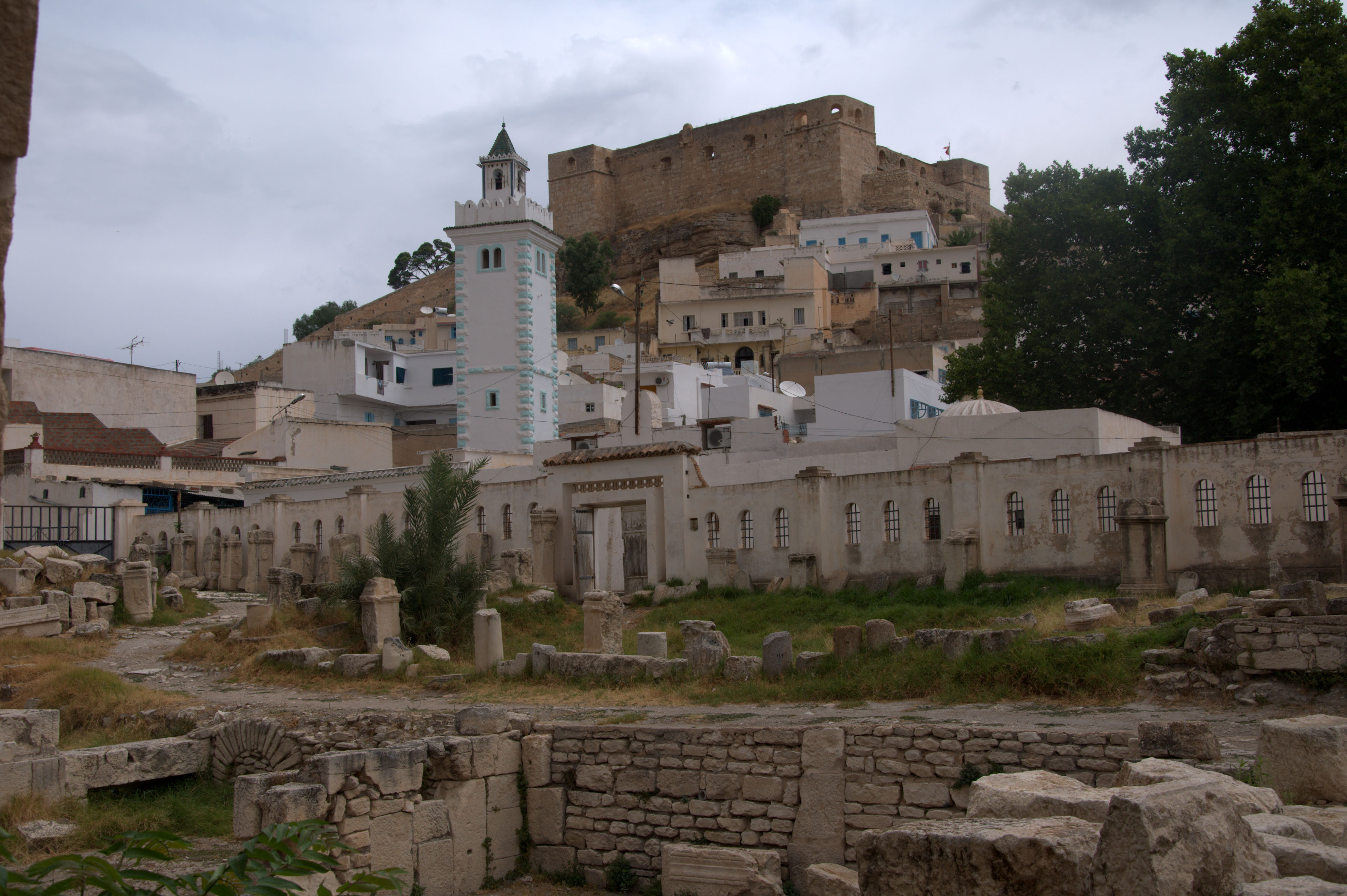
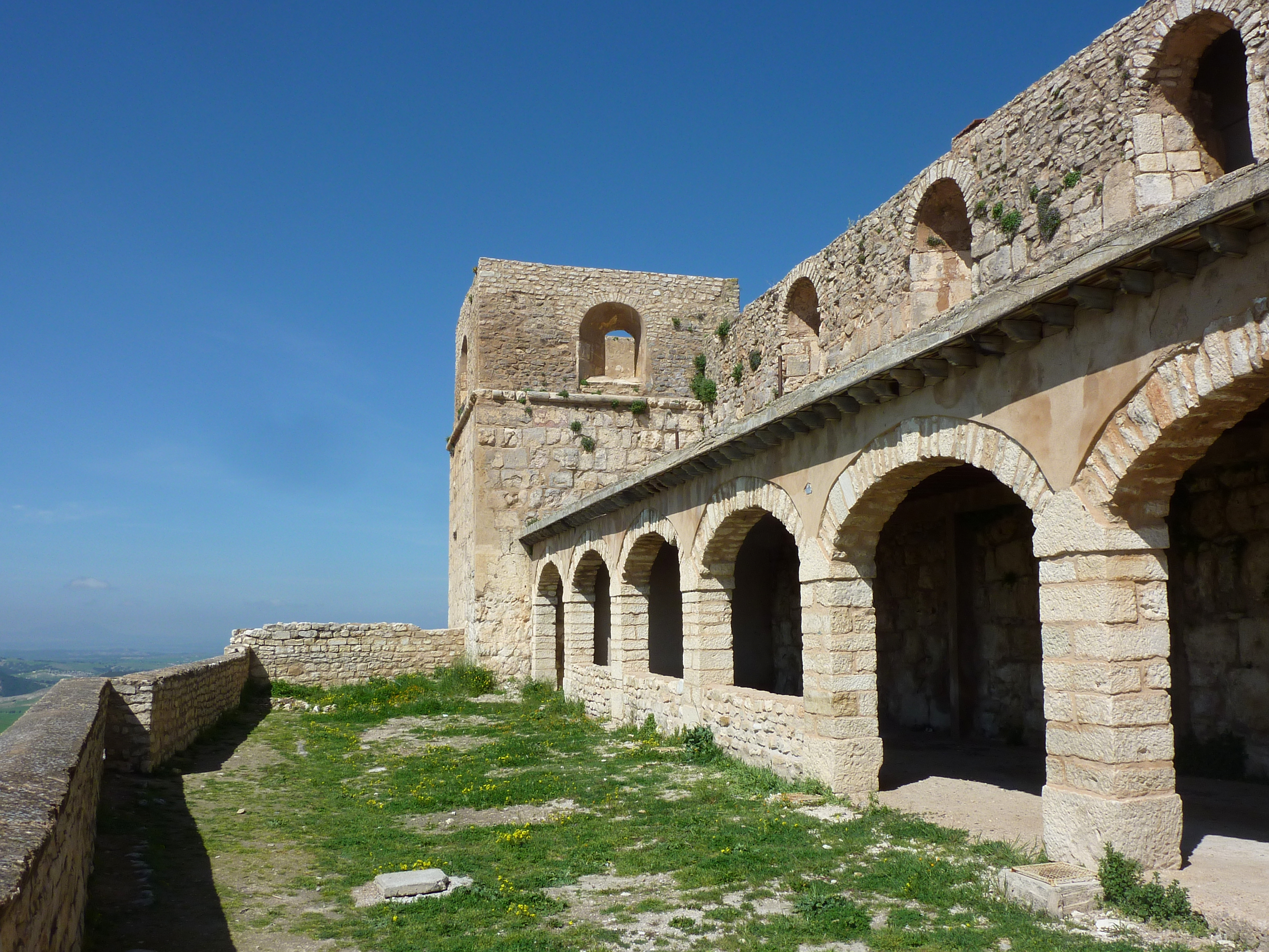
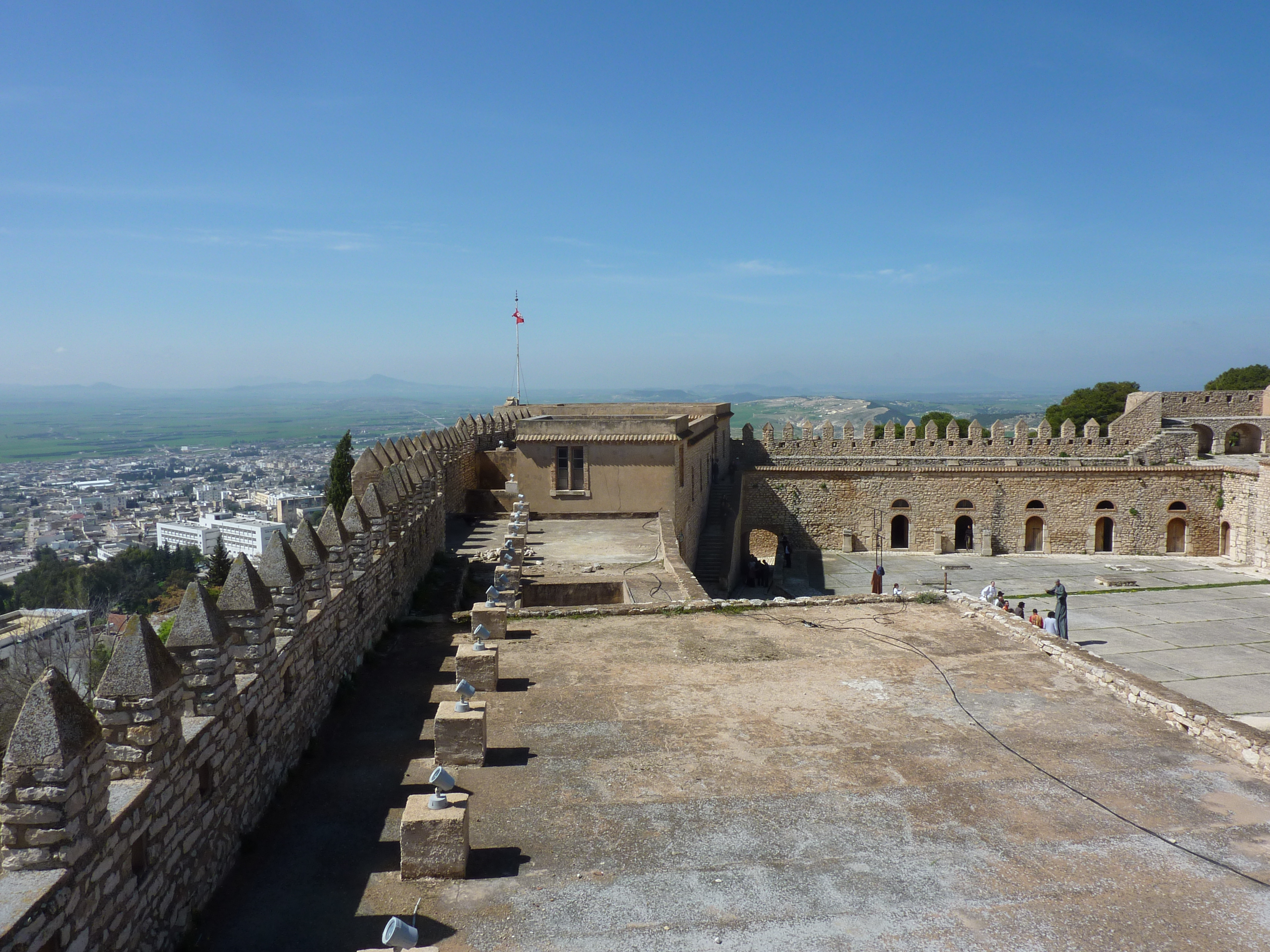